# Barrage de Kaléta
Le barrage de Kaléta est une centrale électrique située en Guinée, sur le fleuve Konkouré

## Situation géographique
Le site de Kaléta se trouve à environ 110 km au Nord de Conakry sur le fleuve Konkouré, soit à 1 km à l’aval du confluent de Kaga. Il correspond à une zone de chutes situées juste à l’aval d’un élargissement de la vallée. Le site est constitué par un seuil de grande largeur de l’ordre de 700 m en fond de ce lit créant une chute naturelle de près de 40 m de hauteur.

## Histoire
La Compagnie des bauxites de Guinée possède peu après l'indépendance de la moitié au tiers des réserves mondiales de bauxite. Ces richesses sont connues avant et suscitent des projets de barrage. Sous la conduite de Pierre Jochyms chef du service des mines, la planification de la mise en valeur d’importants gisements de bauxite (à Kassa, Boké, et Fria) de minerai de fer (presqu'île de Kaloum et chaine Nimba-Simandou), d’or et de diamant était en cours. 
Le potentiel hydroélectrique exceptionnel du bassin de Konkouré avait déjà été identifié et deux grands barrages étaient à l'étude (Grandes Chutes et Souapiti). La CBG effectue ses premiers forages en janvier 1955, puis les suspend un an plus tard. Pechiney Ugine lance alors un projet important en 1957, sur le site de Fria. Des études sont entreprises sur le projet hydroélectrique du Konkouré, à l'est de Fria, mais à l'issue du référendum du 28 septembre 1958, elles ont été gardées secrètes par la puissance coloniale. 
En novembre 1961, le gouvernement prend possession des sites de Kassa et de Boké à cause du non-respect de l'engagement qu'avaient pris les Bauxites du Midi (une filiale à 100 % d'Alcan) de transformer localement la bauxite en alumine à partir de 1964.
Le barrage de Kaléta, dont les études de faisabilité ont été financées par l'Organisation pour la mise en valeur du fleuve Sénégal, a été inauguré par le président Alpha Condé en septembre 2015, trois ans après le début de la construction, par la China International Water & Electric Corporation, une filiale de China Three Gorges Corporation. Il accompagne le barrage de Garafiri, également sur le fleuve Konkouré, qui date de 1999, et retient un milliard et 300 millions de mètres cubes d'eau dans un lac de 91 km2 et sa centrale hydroélectrique est équipée de trois groupes pouvant fournir 80 MW. Depuis sa mise en route, l'usine fournit en moyenne l'énergie prévue, soit 270 GWh par an, mais cela ne suffit pas cependant à alimenter la seule capitale.